# Ircana in Ispaan
L’Ircana in Ispaan è una tragicommedia in cinque atti in versi martelliani di Carlo Goldoni del 1756, rappresentata per la prima volta durante l'autunno di quell'anno nel Teatro San Luca di Venezia, con Caterina Bresciani nel ruolo di Ircana.
Terzo e ultimo capitolo della Trilogia persiana, quest'opera fu accolta favorevolmente dal pubblico e venne a lungo replicata:
(Carlo Goldoni, prefazione a Ircana in Ispaan)

## Trama
Ispaàn, capitale della Persia. Dopo essersi uniti in matrimonio, Tamas e Ircana rientrano in città e ritrovano Fatima, che intanto si è risposata con Alì. Ircana, ancora passionale e ribelle nei confronti di ogni ipocrisia e finzione sociale, riuscirà a respingere le trappole della gelosa Fatima e del furente suo padre Osmano.

## Poetica
Sebbene questa tragicommedia fosse composta per ubbidire al gusto del tempo per i soggetti esotici, e per soddisfare il desiderio del pubblico di conoscere la conclusione delle vicende di Ircana, per Giuseppe Ortolani essa presenta momenti di felicità compositiva.